# Eddie's Little Nightmare
Eddie's Little Nightmare è un cortometraggio muto del 1915 diretto e interpretato da Eddie Lyons. Prodotto dalla Nestor e distribuito dall'Universal Film Manufacturing Company, aveva come altri interpreti Lee Moran, Victoria Forde e Stella Adams.

## Produzione
Il film fu prodotto dalla Nestor Film Company di David Horsley.

## Distribuzione
Distribuito dall'Universal Film Manufacturing Company, il film - un cortometraggio di una bobina - uscì nelle sale cinematografiche statunitensi il 6 aprile 1915.